# Marco Bonitta
Marco Bonitta (Ravenna, 5 settembre 1963) è un allenatore di pallavolo e dirigente sportivo italiano.

## Carriera
Dopo le prime esperienze da allenatore in formazioni giovanili di Ravenna, nel 1990 entra nello staff tecnico del vivaio del Porto Ravenna Volley, coordinato da Aleksander Skiba, ottenendo nei sei anni successivi otto titoli italiani di categoria; nella stagione 1996-97 esordisce nella pallavolo professionistica grazie all'ingaggio da parte dell'Olimpia Ravenna, storica società femminile appena retrocessa in Serie A2 con cui al termine del campionato ottiene la promozione in Serie A1. 
Il risultato ottenuto gli vale la chiamata del Bergamo fresco vincitore del grande slam, per l'annata 1997-98; alla guida del club orobico per tre campionati, vince due scudetti, la Coppa Italia 1997-98, tre edizioni della Supercoppa italiana e due Coppe dei Campioni.
Rientrato al club ravennate per l'annata 2000-01, sempre in massima serie, a partire dal marzo 2001 sostituisce Angelo Frigoni alla guida tecnica della nazionale femminile italiana, con cui vince la medaglia d'argento agli Europei nelle edizioni del 2001 e del 2005 ed il campionato mondiale 2002, rimettendo tuttavia il proprio mandato nel settembre 2006 a seguito della richiesta di un suo allontanamento dall'incarico da parte delle atlete della nazionale, e venendo rimpiazzato da Massimo Barbolini. 
Nel corso della stagione 2006-07 torna ad allenare una formazione maschile, il Cavriago, in Serie A2, non potendo tuttavia salvare il club dalla retrocessione in Serie B; nel frattempo, viene nominato Commissario tecnico della nazionale femminile della Polonia, con la quale raggiunge il quarto posto agli Europei 2007 e partecipa ai Giochi olimpici di Pechino del 2008, venendo eliminato al primo turno.
Tornato in Italia, nel novembre 2008 Bonitta debutta alla guida di una squadra di A1 maschile, la Prisma Taranto; l'esperienza si conclude dopo solo un mese con le dimissioni dell'allenatore.
Dopo un periodo senza incarichi professionali, nel corso dell'annata 2009-10 fa il proprio ritorno in panchina, nuovamente in serie cadetta al club di Cavriago, dove rimane per una stagione e mezza, concludendo entrambi i campionati a metà classifica ed uscendo sconfitto in entrambe le occasioni al primo turno dei playoff.
Rientra quindi nei ranghi federali nel campionato 2011-12 guidando il Club Italia in Serie A2 nel corso della stagione di club e quindi la Nazionale maschile under 20 in quella estiva; con quest'ultima si aggiudica il campionato europeo 2012.
Pur mantenendo l'incarico come selezionatore della formazione giovanile, che nell'estate 2013 porterà alla conquista della medaglia di bronzo ai Mondiali maschili under 21, nell'annata 2012-13 è ancora una volta al Porto Ravenna, che guida alla promozione dalla Serie B1 in Serie A2; il salto di categoria diventa doppio, perché con la fusione con la Robur Angelo Costa, da cui eredita il titolo sportivo, la neonata Porto Robur Costa si trova a disputare il massimo campionato nella stagione successiva, con Bonitta alla guida.
Nel 2014, a distanza di 8 anni dall'esperienza precedente, viene nuovamente nominato Commissario Tecnico della nazionale femminile italiana, che guiderà per un biennio fino alla fine della sfortunata spedizione (tre sconfitte su tre partite) ai Giochi olimpici di Rio de Janeiro del 2016.
A partire dall'annata 2016-17 smette i panni dell'allenatore accettando l'incarico di direttore generale della Porto Robur Costa; resta dietro alla scrivania per tre stagioni, prima di tornare alla guida del club romagnolo nel ruolo abituale di allenatore nel campionato 2019-20.
Dopo un biennio a Ravenna, per la stagione 2021-22 si accorda con i polacchi dell'AZS Olsztyn; l'esperienza in Polska Liga Siatkówki dura però soltanto pochi mesi: nel dicembre 2021 il club e Bonitta annunciano l'interruzione del rapporto.
Nel gennaio 2022 viene nominato nuovo commissario tecnico della Nazionale femminile di pallavolo della Slovenia. incarico che manterrà fino al 15 gennaio 2024.
Il 23 aprile 2024 annuncia le dimissioni da allenatore della Consar Ravenna. 
Nel 2025 è allenatore di Austin nella League One Volleyball, la neonata lega statunitense di pallavolo femminile. Nel febbraio dello stesso anno, tuttavia, si dimette per motivi personali.

## Palmarès

### Club
- Campionato italiano: 2

1997-98, 1998-99
- Coppa Italia: 1

1997-98
- Supercoppa italiana: 3

1997, 1998, 1999
- Coppa dei Campioni: 2

1998-99, 1999-00

### Nazionale (competizioni minori)
- Giochi del Mediterraneo 2001
- Campionato europeo under 20 2012
- Campionato mondiale under 21 2013